# Radobuđa
Radobuđa (en serbe cyrillique : Радобуђа) est un village de Serbie situé dans la municipalité d'Arilje, district de Zlatibor. Au recensement de 2011, il comptait 306 habitants.
Stevan Čolović (1910-1941), un Partisan communiste de la Seconde Guerre mondiale, est né à Radobuđa ; il a reçu le titre de héros national de la Yougoslavie.

## Démographie
| 1948 | 1953 | 1961 | 1971 | 1981 | 1991 | 2002 | 2011 |
| ---- | ---- | ---- | ---- | ---- | ---- | ---- | ---- |
| 850  | 808  | 691  | 595  | 531  | 474  | 387  | 306  |

|  |